# Hans Ludvig Martensen
Hans Ludvig Martensen SJ (Kopenhagen, 7 augustus 1927 – aldaar, 13 maart 2002) was een Deens geestelijke en de tweede bisschop van Kopenhagen sinds het herstel van de Deense bisschoppelijke hiërarchie in Denemarken in 1953.
Martensen trad in 1945 toe tot de orde der jezuïeten en werd op 15 augustus 1956 priester gewijd. Aan de Pauselijke Universiteit Gregoriana promoveerde hij op een proefschrift over Maarten Luther en gold sindsdien als een expert op het terrein van het lutheranisme
De zalige paus Paulus VI benoemde hem op 22 maart 1965 tot bisschop van Kopenhagen. Op 16 mei van datzelfde jaar ontving hij zijn bisschopswijding uit handen van zijn voorganger Johannes Theodor Suhr OSB. Martensen nam deel aan de laatste zitting van het Tweede Vaticaans Concilie en was lang lid van de Pauselijke Raad ter Bevordering van de Eenheid van de Christenen. Hij ontving eredoctoraten van de Loyola-universiteit Chicago, de Universiteit van Bonn en de Universiteit van Kopenhagen.
Martensen ging in 1995 met emeritaat en werd opgevolgd door Czeslaw Kozon.
- Gemeinsame Normdatei: 140566104
- International Standard Name Identifier: 0000 0001 1002 3810
- Virtual International Authority File: 107248521
- WorldCat: E39PBJk4BYGpWQdPr9vkXjvrbd